# Envermeu
Envermeu est une commune française située dans le département de la Seine-Maritime en région Normandie.

## Géographie

### Localisation

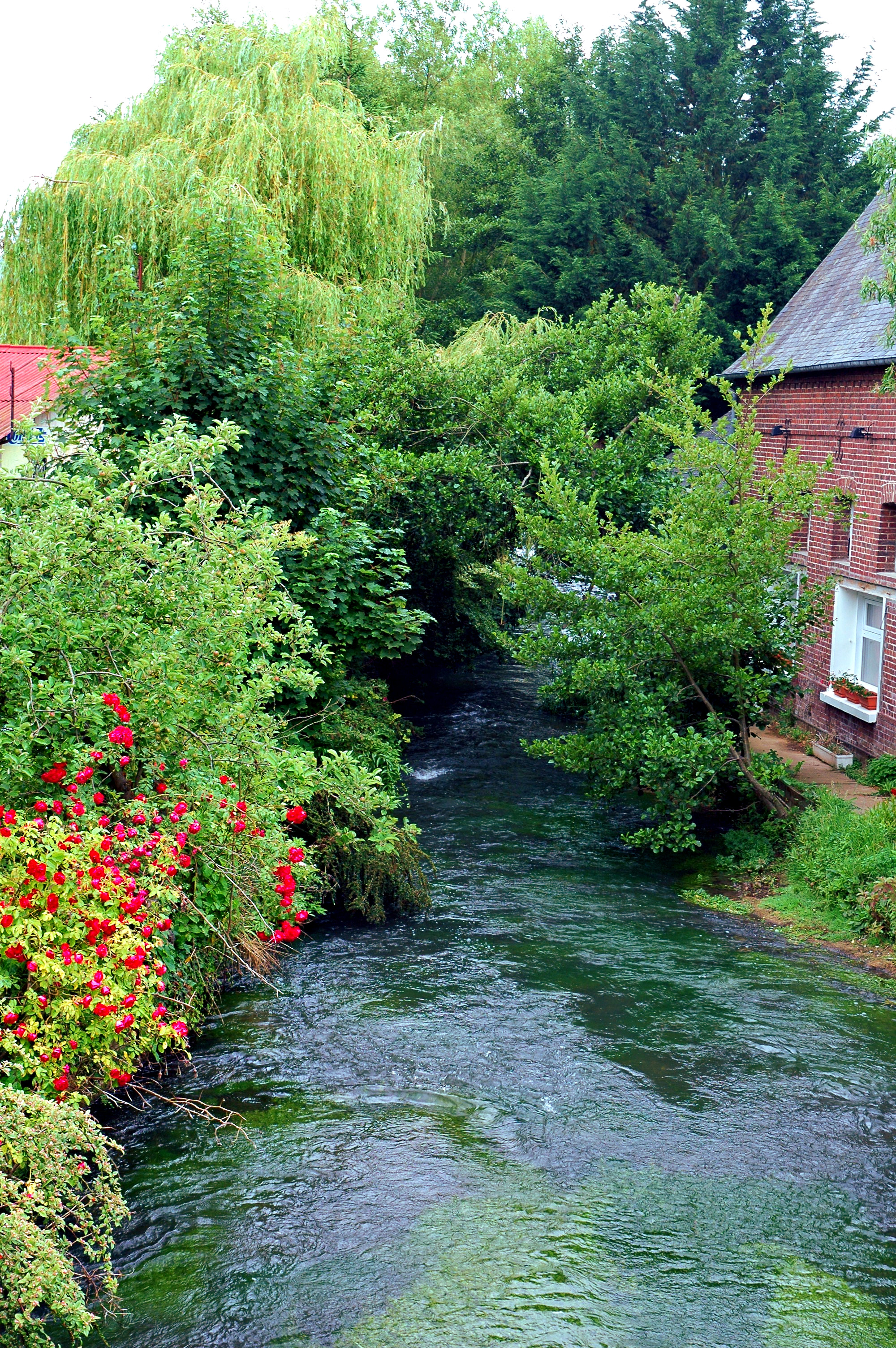
L'Eaulne, près d'Envermeu.

Envermeu est située à 14,5 km à l'est de Dieppe, et traversée par l'Eaulne.

### Hydrographie
La commune est située dans le bassin Seine-Normandie. Elle est drainée par l'Eaulne, le Bailly-Bec, le cours d'eau 01 des Annettes, l'Eaulne et divers autres petits cours d'eau,.
L'Eaulne, d'une longueur de 45 km, prend sa source dans la commune de Mortemer et se jette  dans l'Arquesen limite des communes d'Arques-la-Bataille et de Martin-Église, après avoir traversé 19 communes. 

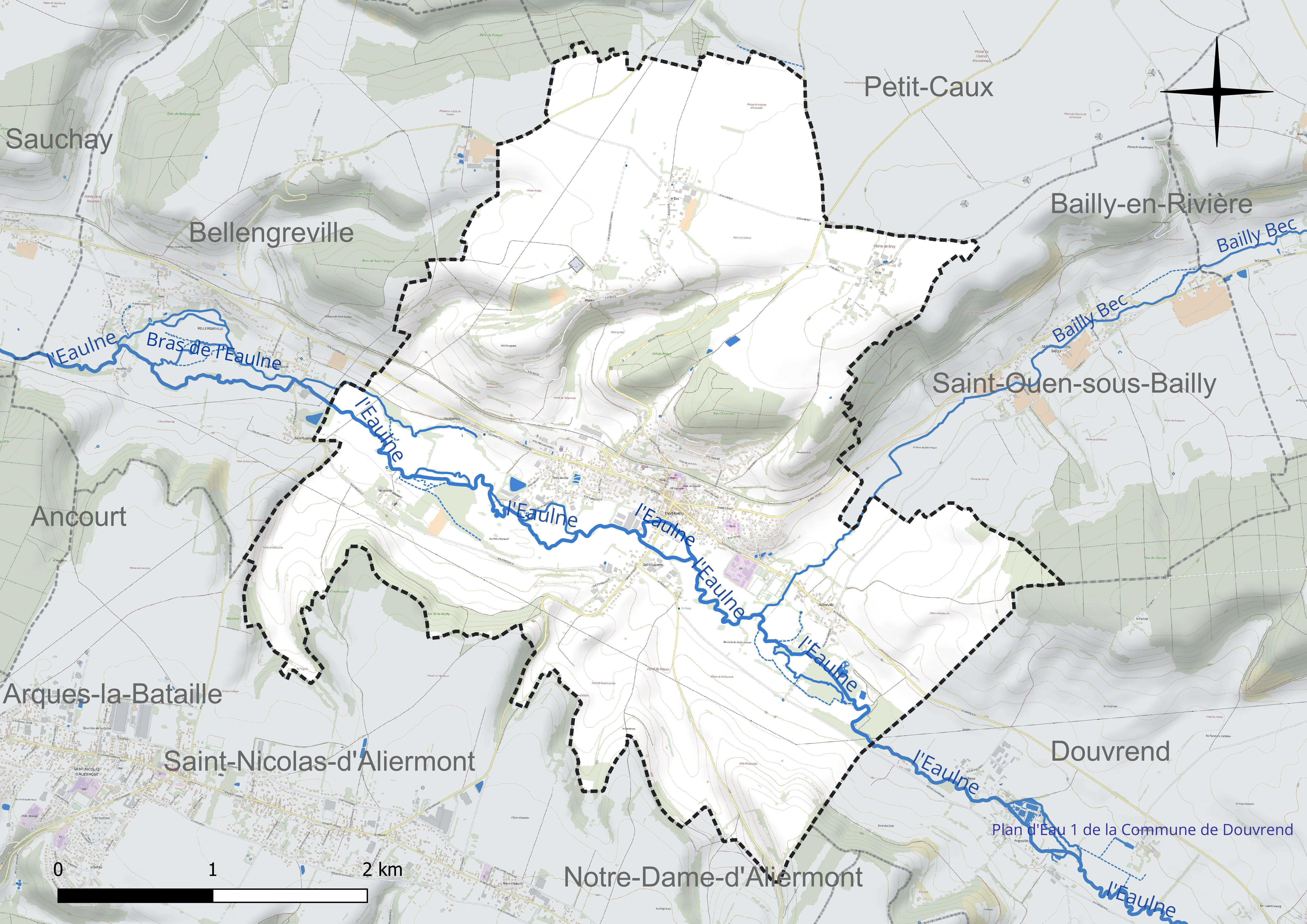
Réseau hydrographique d'Envermeu.

### Climat
Pour des articles plus généraux, voir Climat de la Normandie et Climat de la Seine-Maritime.
En 2010, le climat de la commune est de type climat océanique franc, selon une étude du CNRS s'appuyant sur une série de données couvrant la période 1971-2000. En 2020, Météo-France publie une typologie des climats de la France métropolitaine dans laquelle la commune est exposée à un climat océanique et est dans la région climatique Côtes de la Manche orientale, caractérisée par un faible ensoleillement (1 550 h/an) ; forte humidité de l’air (plus de 20 h/jour avec humidité relative > 80 % en hiver), vents forts fréquents. Parallèlement le GIEC normand, un groupe régional d’experts sur le climat, différencie quant à lui, dans une étude de 2020, trois grands types de climats pour la région Normandie, nuancés à une échelle plus fine par les facteurs géographiques locaux. La commune est, selon ce zonage, exposée à un « climat maritime », correspondant au Pays de Caux, frais, humide et pluvieux, légèrement plus frais que dans le Cotentin.
Pour la période 1971-2000, la température annuelle moyenne est de 10,5 °C, avec une amplitude thermique annuelle de 13,6 °C. Le cumul annuel moyen de précipitations est de 850 mm, avec 13 jours de précipitations en janvier et 8,4 jours en juillet. Pour la période 1991-2020, la température moyenne annuelle observée sur la station météorologique la plus proche, située sur la commune de Dieppe à 14 km à vol d'oiseau, est de 11,3 °C et le cumul annuel moyen de précipitations est de 805,2 mm,. Pour l'avenir, les paramètres climatiques de la commune estimés pour 2050 selon différents scénarios d’émission de gaz à effet de serre sont consultables sur un site dédié publié par Météo-France en novembre 2022.

## Urbanisme

### Typologie
Au 1er janvier 2024, Envermeu est catégorisée bourg rural, selon la nouvelle grille communale de densité à sept niveaux définie par l'Insee en 2022. Elle est située hors unité urbaine. Par ailleurs la commune fait partie de l'aire d'attraction de Dieppe, dont elle est une commune de la couronne,. Cette aire, qui regroupe 62 communes, est catégorisée dans les aires de 50 000 à moins de 200 000 habitants,.

### Occupation des sols
L'occupation des sols de la commune, telle qu'elle ressort de la base de données européenne d’occupation biophysique des sols Corine Land Cover (CLC), est marquée par l'importance des territoires agricoles (83,5 % en 2018), en diminution par rapport à 1990 (86,1 %). La répartition détaillée en 2018 est la suivante : terres arables (45,6 %), prairies (34,6 %), zones urbanisées (9,4 %), forêts (7 %), zones agricoles hétérogènes (3,3 %). L'évolution de l’occupation des sols de la commune et de ses infrastructures peut être observée sur les différentes représentations cartographiques du territoire : la carte de Cassini (XVIIIe siècle), la carte d'état-major (1820-1866) et les cartes ou photos aériennes de l'IGN pour la période actuelle (1950 à aujourd'hui).

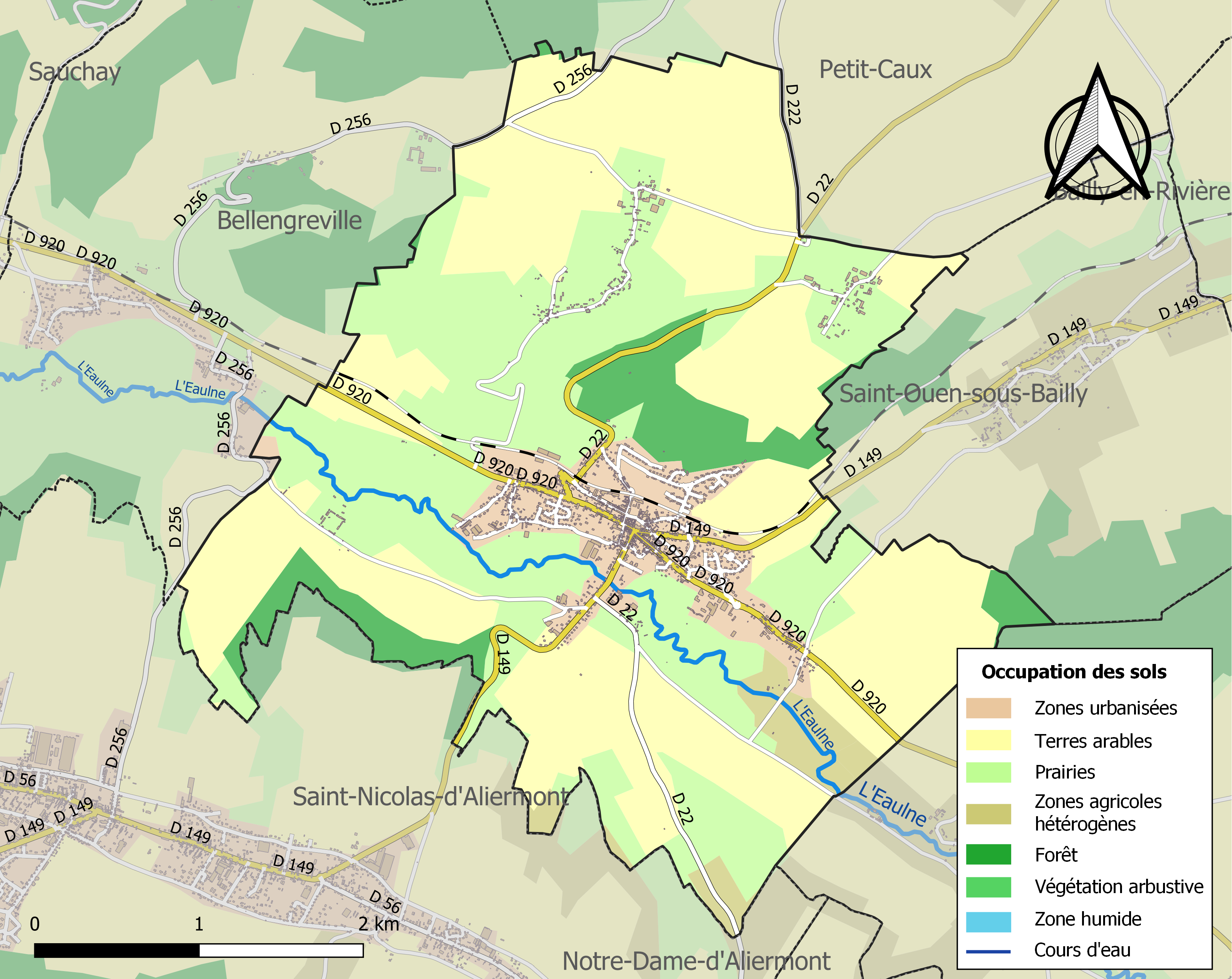
Carte des infrastructures et de l'occupation des sols de la commune en 2018 (CLC).

## Toponymie
Le nom de la localité est attesté sous les formes Edremau entre 735 et 745 (cacographie pour *Ebremau) ; Evremou vers 1034 ; Envremou entre 1107 et 1151, en 1261.
Comme pour Eu, souvent appelé Ou dans les textes, on remarque que la forme picarde a prévalu sur la forme *Envermou.
Le nom est dérivé du celtique *Eburomavos, variation de *Eburomagos latinisé en -magus, basé sur les termes bien connus eburo « if » ou « sanglier » et magos « plaine → marché ». Cf. les noms d'Évreux et de Rouen.

## Histoire

### Antiquité
Des fouilles archéologiques ont permis de mettre au jour un trésor monétaire gaulois, constitué de pièces d'or ; on a également retrouvé des monnaies romaines, au lieu-dit le Bucq.[réf. nécessaire]

### Moyen Âge

#### Époque mérovingienne
Après la chute de l'Empire romain, le village devient  chef-lieu du pagus de Talou.
On a retrouvé de nombreux vestiges datant du Haut Moyen Âge dans le champ de la Tombe (à 500 mètres au nord-est de l'église) : une nécropole mérovingienne de 800 sépultures a été mise au jour et l'on a dénombré 460 squelettes de guerriers avec leurs armes (scramasaxes, angons, spathas, francisques, framées) et de femmes ornées de leurs bijoux et parures,. De plus, on dénombre plusieurs tombes de chevaux, selon la coutume germanique de les enterrer auprès de leur propriétaire, déjà décrite par Tacite dans La Germanie. Ces tombeaux attestent d'une présence de l'armée franque du nouveau pouvoir. En comparaison, aucun cimetière, ni camp attestant de la présence de l'armée romaine du Haut Empire n'a jamais été découvert dans la région.

#### Époque normande
En 1052, le prieuré de Saint-Laurent d'Envermeu est fondé sur l'emplacement d’une villa gallo-romaine par Hugues, seigneur d'Envermeu, et Turold, son frère. Tous les deux accompagnent Guillaume le Conquérant à la conquête de l'Angleterre et participent à la bataille d'Hastings.

#### Époque française
En 1472, le bourg d’Envermeu est brûlé par les troupes de Charles le Téméraire, duc de Bourgogne.

### Temps modernes
En 1589, Henri de Navarre (futur Henri IV) séjourne au château d'Envermeu, situé dans la prairie du Castel, sur la rive droite de l'Eaulne.
Dans le courant du XVIIIe siècle, un violent incendie ravage une bonne partie du bourg, comptant à cette époque 1 610 habitants.

### Révolution française et Empire
Lors de l'invasion de 1814, Envermeu est occupé pendant une période de 3 mois par l'artillerie anglaise.[réf. nécessaire]

### Époque contemporaine
La commune d'Envermeu, instituée par la Révolution française, absorbe en 1822 celles d'Hybouville et de Saint-Laurent-d'Envermeu en 1822, puis celle d'Auberville-sur-Eaulne en 1843.

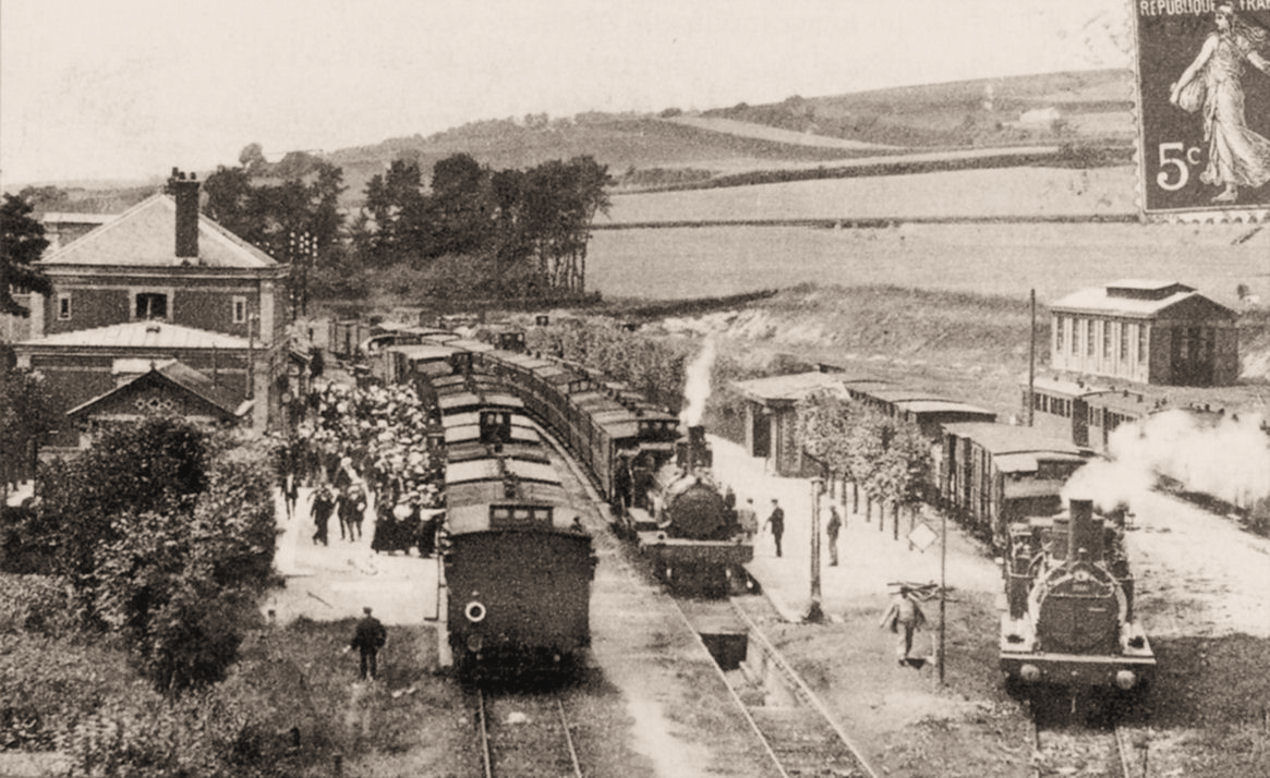
La gare d'Envermeu, située sur la ligne Eu – Dieppe de la Compagnie de l'Ouest, entre 1905 et 1908.
À l’extrême droite du cliché, on distingue un train de la ligne vers Aumale.

Le développement des infrastructures connut un rapide essor au XIXe siècle. En 1827, le bureau de poste est créé, puis  l'actuelle mairie, construite en 1865[réf. nécessaire].
Fin 1885, la ligne de Rouxmesnil à Eu, assurant la liaison vers la  gare de Dieppe dessert le bourg, avec création de la gare d'Envermeu. En 1906, celle-ci assure la correspondance avec la voie ferrée des Chemins de fer départementaux de la Somme vers Aumale et Amiens,,.
L'électrification du bourg se réalise en 1892. La halle actuelle est édifiée en 1900. Le réseau d'adduction d’eau potable date de 1935.
Le Circuit de Dieppe, sur lequel s'est couru quatre grands prix de l'ACF, passait par Envermeu.
53 soldats originaires d’Envermeu sont tués durant la Première Guerre mondiale. Pour perpétuer leur souvenir, un monument de granit est inauguré le 23 novembre 1919[réf. nécessaire].
La desserte ferroviaire vers Eu et Dieppe cesse, pour les voyageurs, en 1938, et vers Aumale en 1940

## Politique et administration

### Rattachements administratifs et électoraux

#### Rattachements administratifs
La commune fait partie de l'arrondissement de Dieppe du département de la Seine-Maritime.
Elle constituait de 1833 à 2015 le chef-lieu du canton d'Envermeu. Dans le cadre du redécoupage cantonal de 2014 en France, cette circonscription administrative territoriale disparaît pour être rattachée au canton de Dieppe-2 nouvellement formé.

#### Rattachements électoraux
Pour les élections départementales, la commune est depuis 2015 rattachée au canton de Dieppe-2
Pour l'élection des députés, elle fait partie de la sixième circonscription de la Seine-Maritime.

### Intercommunalité
Envermeu est le siège de la communauté de communes Falaises du Talou (CCFT), auparavant dénommée communauté de communes des Monts et Vallées, un établissement public de coopération intercommunale (EPCI) à fiscalité propre créé en 2002.

### Tendances politiques et résultats

#### Élections présidentielles
En général, les électeurs d'Envermeu votent pour un candidat issu d'une formation politique de droite.
Lors de l'élection de 2002, les électeurs placèrent Jacques Chirac (22,17 %) en-tête au premier tour devant Jean-Marie Le Pen (16,75 %) et Lionel Jospin (12,27 %). Au soir du second tour, c'est Jacques Chirac qui l'emportera haut la main avec un score de 79,22 % des voix contre 20,78 % des voix pour son adversaire Jean-Marie Le Pen.
Lors de l'élection de 2007, c'est Nicolas Sarkozy (34,93 %) qui décrochera la première place lors du premier tour devant Ségolène Royal (20,02 %), François Bayrou (15,54 %) ou encore Jean-Marie Le Pen (12,48 %); le second tour confirmera la victoire de Nicolas Sarkozy avec 57,81 % des voix devant Ségolène Royal avec 42,19 % des voix.
Lors de l'élection de 2012, les électeurs placèrent encore une fois Nicolas Sarkozy (31,85 %) en-tête au premier tour devant notamment François Hollande (23,10 %) ou encore Marine Le Pen (23,02 %), le second tour ne fera que confirmer une nouvelle victoire de Nicolas Sarkozy avec 54,97 % des voix contre François Hollande avec 45,03 % des voix.
Lors de l'élection de 2017, les envermeudois placèrent pour la première fois Marine Le Pen (38,23 %) en-tête des suffrages au premier tour suivit par François Fillon (21,67 %), Emmanuel Macron (16,99 %) ou encore Jean-Luc Mélenchon (11,13 %). C'est avec les résultats du second tour que Marine Le Pen l'emportera avec 55,06 % des voix contre 44,94 % des voix pour Emmanuel Macron.
Lors de l'élection de 2022, les électeurs placèrent une nouvelle fois Marine Le Pen (41,92 %) en-tête des suffrages au premier tour suivit par Emmanuel Macron (28,77 %) ou encore Jean-Luc Mélenchon (10,25 %). Au second tour, c'est Marine Le Pen qui l'emporta avec 58,18 % des voix contre 41,82 % des voix pour Emmanuel Macron.

#### Élections législatives
Sous la Cinquième République, après avoir été CNI (1958-1962), SFIO (1962-1967), gaulliste (1968-1978), communiste (1978-1981) puis socialiste (1981-1993), la onzième circonscription de la Seine-Maritime a systématiquement connu une période d'alternance politique entre 1993 et 2007. Ainsi, si Édouard Leveau (RPR) remporte la circonscription en 1993, il la cède à Christian Cuvilliez (PCF) en 1997 avant de la lui reprendre en 2002. En 2007, le second tour voit s'affronter la candidate socialiste Sandrine Hurel (21,62 % au premier tour) au candidat UMP Jean Bazin (45,33 % au premier tour), celui-ci est alors remporté par Jean Bazin avec 56,60 % des voix.
À la suite du redécoupage électoral effectué en 2010, Envermeu intègre la nouvelle sixième circonscription de la Seine-Maritime où s'affrontent notamment, lors des élections législatives de 2012, les députés sortants Michel Lejeune (UMP) et Sandrine Hurel (PS). Lors de cette élection Sandrine Hurel (33,78 %) et Michel Lejeune (35,49 %) se retrouvent en lice pour le second tour. C'est Sandrine Hurel qui remportera la nouvelle 6e circonscription de Seine-Maritime avec 54,56 % des suffrages.
Les élections législatives de 2017 ont vu l'élection de Sébastien Jumel, maire PCF de Dieppe, au poste de député de la sixième circonscription de la Seine-Maritime, succédant ainsi à la sortante Sandrine Hurel (PS).

#### Élections européennes
Lors des élections européennes de 2014, la liste Bleu marine du Front national menée par Marine Le Pen est arrivée en tête avec 39,22 % des voix devant celle de l'UMP menée par Jérôme Lavrilleux avec 27,81 % des voix ainsi que d'autres listes et formations de gauche.
Lors des élections européennes de 2019, la liste Prenez le pouvoir du Rassemblement national soutenu par Marine Le Pen et menée par Jordan Bardella arrive en première position avec 40,14 % des voix devant celle de La République en marche nommée "Renaissance" menée par Nathalie Loiseau avec 23,75 % des voix.

#### Élections régionales
À la suite de la réunification de la Normandie en 2015, acte résultant de la réforme territoriale de 2014, de nouvelles élections se sont tenues. Lors de ces élections de 2015, les électeurs placèrent la liste (FN) conduite par Nicolas Bay (41,26 %) en-tête des suffrages au premier tour devant la liste (UD) conduite par Hervé Morin (28,49 %) et celle de Nicolas Mayer-Rossignol (UG) (14,10 %). À la suite du second tour, c'est Nicolas Bay qui remporte le scrutin d'une courte tête avec 38,80 % des voix contre Hervé Morin avec 37,23 % des voix et Nicolas Mayer-Rossignol avec 23,98 % des voix.
Initialement prévues en mars 2021, les élections régionales avaient été reportées de quelques mois en raison de la situation sanitaire due à la crise du Covid-19 qui toucha le pays. Lors de ce scrutin, c'est la liste (UCD) conduite par le Président sortant du conseil régional Hervé Morin qui arriva en-tête au premier tour (31,34 %) devant notamment la liste (UG) conduite par Sébastien Jumel (27,99 %), celle de Nicolas Bay (RN) (23,92 %), celle de Laurent Bonnaterre (UC) (10,05 %) ou encore celle de Mélanie Boulanger (UGE) (4,78 %). C'est au second tour que Hervé Morin l'emporta avec 50,47 % des voix devant ses adversaires Nicolas Bay avec 27,23 % des voix, Mélanie Boulanger avec 13,15 % des voix et enfin Laurent Bonnaterre avec 9,15 % des voix.

#### Élections départementales
Depuis 2015, la commune est rattachée au canton de Dieppe-2. Lors des élections de 2015, la liste (UD) menée par le binôme formé par Blandine Lefebvre et Jean-Christophe Lemaire arriva en-tête (37,21 %) au premier tour devant la liste (FN) menée par le binôme formé par Maurice Balavoine et Corinne Breton (35,50 %), celle menée par Bernard Brebion et Sandrine Hurel (UG) (20,93 %), ou encore celle menée par Nicolas Langlois et Patricia Ridel (FG) (6,36 %). C'est avec 56,36 % des voix que la liste menée par le binôme de Blandine Lefebvre et Jean-Christophe Lemaire remporta le second tour face au binôme adverse mené par Maurice Balavoine et Corinne Breton avec 43,64 % des voix, c'est d'ailleurs le même binôme qui remporta le scrutin au niveau du canton.
Initialement prévues en mars 2021 comme les élections régionales, les élections départementales avaient été reportées de quelques mois en raison de la situation sanitaire due à la crise du Covid-19 qui toucha le pays. Pour ce scrutin, trois listes s'affrontèrent au premier tour, celle du binôme sortant (UCD) formé par Blandine Lefebvre et Jean-Christophe Lemaire qui arriva en-tête (43,10 %), celle du binôme (RN) formé par Alexis Perrier et Claudine Robert (29,56 %) et enfin celle du binôme (PCF) formé par Maryline Fournier et Nicolas Langlois (27,34 %). C'est le binôme sortant formé par Blandine Lefevbre et Jean-Christophe Lemaire qui s'imposa au second tour avec 58,97 % des voix contre leur adversaires Maryline Fournier et Nicolas Langlois avec 41,03 % des voix, au niveau du canton, c'est le binôme communiste formé par Maryline Fournier et Nicolas Langlois qui l'emporta avec 56,58 % des voix contre 43,42 % des voix pour les sortants Blandine Lefevbre et Jean-Christophe Lemaire mettant ainsi fin au mandat des candidats de la majorité départementale et en faisant basculé le canton de Dieppe-2 à gauche.

### Liste des maires
| Période                                  | Période                    | Identité                    | Étiquette         | Qualité |
| ---------------------------------------- | -------------------------- | --------------------------- | ----------------- | --- |
| Les données manquantes sont à compléter. |                            |                             |                   | |
| 1835                                     | 18XX                       | Nicolas François Grout      |                   | |
| 1863                                     | 18XX                       | Alphonse Louis Canthelou    |                   | |
| mai 1884                                 | novembre 1901 (décès)      | Ernest Breton               | RP                | Agriculteur Député de la Seine-Inférieure (1889 → 1901) Conseiller général du canton d'Envermeu (1888 → 1901)                                                                                        |
| 1902                                     | 1908 (décès)               | Jean-Baptiste Albert Hébert | Rad.              | Médecin Conseiller général du canton d'Envermeu (1902 → 1908) |
| Les données manquantes sont à compléter. |                            |                             |                   | |
| 1936                                     | 19XX                       | E. Livache                  |                   | |
| Les données manquantes sont à compléter. |                            |                             |                   | |
| 1946                                     | juin 1952 (décès)          | Edgar Assire                | Rad.              | Médecin Conseiller général du canton d'Envermeu (1945 → 1952) Président du conseil général de la Seine-Inférieure (1949 → 1952)                                                                      |
| 1952                                     | 1958                       | André Delaunay              | DVD               | Conseiller général du canton d'Envermeu (1952 → 1958) |
| Les données manquantes sont à compléter. |                            |                             |                   | |
| 1974                                     | mars 1989                  | Raymond Duhamel             |                   | Tailleur Ancien Président du conseil d'administration de l'EHPAD Lemarchand |
| mars 1989                                | mai 2020                   | Gérard Picard               | RPR puis UMP → LR | Pharmacien Conseiller général du canton d'Envermeu (2001 → 2015) Président de la CC Falaises du Talou (avant 2013 → 2020) Président du Syndicat mixte du Pays Dieppois Terroir de Caux (2014 → 2020) |
| mai 2020,                                | En cours (au 10 août 2020) | Patrick Leroy               | SE                | Médecin généraliste retraité Vice-président de la CC Falaises du Talou (2020 → ) |

## Démographie
L'évolution du nombre d'habitants est connue à travers les recensements de la population effectués dans la commune depuis 1793. Pour les communes de moins de 10 000 habitants, une enquête de recensement portant sur toute la population est réalisée tous les cinq ans, les populations de référence des années intermédiaires étant quant à elles estimées par interpolation ou extrapolation. Pour la commune, le premier recensement exhaustif entrant dans le cadre du nouveau dispositif a été réalisé en 2005.

En 2022, la commune comptait 1 973 habitants, en évolution de −6,32 % par rapport à 2016 (Seine-Maritime : +0,35 %, France hors Mayotte : +2,11 %).
| 1793 | 1800 | 1806  | 1821 | 1831  | 1836  | 1841  | 1846  | 1851  |
| ---- | ---- | ----- | ---- | ----- | ----- | ----- | ----- | ----- |
| 840  | 905  | 1 030 | 916  | 1 247 | 1 420 | 1 407 | 1 350 | 1 427 |

| 1856  | 1861  | 1866  | 1872  | 1876  | 1881  | 1886  | 1891  | 1896  |
| ----- | ----- | ----- | ----- | ----- | ----- | ----- | ----- | ----- |
| 1 328 | 1 343 | 1 324 | 1 337 | 1 330 | 1 260 | 1 403 | 1 439 | 1 506 |

| 1901  | 1906  | 1911  | 1921  | 1926  | 1931  | 1936  | 1946  | 1954  |
| ----- | ----- | ----- | ----- | ----- | ----- | ----- | ----- | ----- |
| 1 490 | 1 605 | 1 463 | 1 344 | 1 317 | 1 263 | 1 286 | 1 373 | 1 283 |

| 1962  | 1968  | 1975  | 1982  | 1990  | 1999  | 2005  | 2006  | 2010  |
| ----- | ----- | ----- | ----- | ----- | ----- | ----- | ----- | ----- |
| 1 380 | 1 376 | 1 488 | 1 603 | 1 960 | 2 006 | 2 097 | 2 085 | 2 082 |

| 2015  | 2020  | 2022  | - | - | - | - | - | - |
| ----- | ----- | ----- | - | - | - | - | - | - |
| 2 098 | 1 993 | 1 973 | - | - | - | - | - | - |

## Culture locale et patrimoine

### Lieux et monuments
- Église Notre-Dame, XVIe siècle, édifice  Classé MH (1928)[49] : gothique flamboyant, clefs de voûte ornées, inscriptions du XVIe siècle.
- Monument aux morts de la guerre 1914-1918 réalisé par l'architecte dieppois Georges Feray.
- Maison de chasse, réalisée par l'architecte dieppois Georges Feray.
- Vestiges d'une motte castrale au bord de l'Eaulne, au lieu-dit Le Câtel[50].

### Personnalités liées à la commune
- Nicolas Grout (1820-1886), homme politique français y est né et mort.
- Ernest Breton (1841-1901), homme politique, maire d'Envermeu, député de Seine-Maritime de 1889 à 1901.
- Albert Villon (1847-1926), fabricant d'horlogerie à Saint-Nicolas-d'Aliermont, y est né.
- Walter Sickert (1860-1942), peintre et graveur britannique d'origine allemande, a habité Envermeu à la fin du XIXe siècle. Sickert est ainsi mis en scène à Envermeu dans le roman Retour à Whitechapel, paru en 2013.
- Édouard Guerber (1876-1922), vétérinaire, poète et écrivain satirique né à Envermeu, qui a également écrit sous le nom de plume de Jean Thogorma. Son nom est inscrit au Panthéon dans la liste des 560 écrivains morts pour la France.
- René-Gustave Nobécourt (1897-1989), journaliste et écrivain français, y est né.
- Pierre Laffillé (1938-2011), peintre et graveur français, y est né.

### Héraldique
| Armes d'Envermeu | Les armes de la commune d'Envermeu se blasonnent ainsi : De gueules à l'once d'or, la tête de face. |